# Ладзице (гмина)
Ладзице (пол. Ładzice) — сельская гмина (волость) в Польше, входит как административная единица в Радомщанский повет, Лодзинское воеводство. Население — 4972 человека (на 2004 год).

## Соседние гмины
1. Гмина Добрышице
2. Гмина Крушина
3. Гмина Льгота-Велька
4. Гмина Нова-Бжезница
5. Гмина Радомско
6. Радомско
7. Гмина Стшельце-Вельке